# Cannabis na Rússia

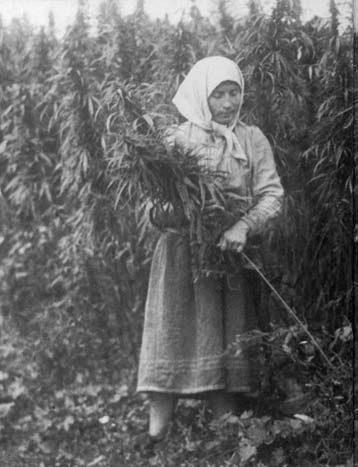
Colheita de cânhamo, União Soviética 1956.

A cannabis na Rússia é ilegal. A posse de até 6 gramas (ou dois gramas de haxixe) é uma infração administrativa, punível com multa ou detenção de 15 dias. A posse de quantias maiores é uma ofensa criminal.

## História

### Cânhamo industrial
No final do século 19, o cultivo de cannabis pela sua fibra era uma das principais fontes de renda dos camponeses de Oriol, Kaluga, Kursk, Chernigov, Mogilev e, parcialmente, de Minsk, oblasts do Império Russo . De acordo com o Dicionário Enciclopédico Russo Brockhaus e Efron, cerca de 140 mil toneladas de cânhamo eram produzidas anualmente na parte europeia do Império Russo no final do século XIX, o que representava aproximadamente 40% da produção de cânhamo na Europa.
Durante a deskulakização, grandes fazendas engajadas no cultivo de cannabis foram fragmentadas em pequenas partes de 0,1 a 0,15 hectares, capazes de satisfazer apenas as necessidades domésticas. No início da década de 1930, a "indústria agrícola de cannabis na região do Médio Volga, bem como em outras regiões de cannabis da URSS, [estava] em declínio", o que resultou em "encolhimento da área cultivada, baixos rendimentos, redução da parcela na arrecadação bruta da commodity."

A Grande Enciclopédia Soviética de 1937 relata que:
A reconstrução socialista da agricultura mudou dramaticamente a situação do cultivo de cannabis na URSS. O desdobramento do movimento Stakhanov na agricultura, em particular entre os produtores de cannabis, proporcionou maiores rendimentos de cannabis. Em 1936, foi realizada uma reunião especial dos líderes do partido e do governo com os líderes do linho e do cânhamo. Vários stakhanovistas-tecelões de tapetes receberam ordens da União. Depois de 1934, as plantações de cannabis começaram a se recuperar, e se em 1934 a área semeada de cannabis era de 598.000 hectares, suas plantações em 1936 ocupavam 680.000 hectares, totalizando 4/5 da área total de cannabis do mundo. Decreto do Conselho dos Comissários do Povo da URSS e do Comitê Central do PCUS concedeu privilégios e vantagens especiais às culturas de cânhamo em fazendas, quintais e várzeas. Preparação de fibra de cânhamo de cannabis na URSS de 1933 a 1934 atingiu 39,4 mil toneladas, e ede 1934 a 1935, 44,9 mil toneladas; a produção de óleo de cânhamo (a partir das sementes) na URSS em 1933 foi de 5,0 mil toneladas e em 1934, 6,3 mil toneladas.

### Uso de drogas
No começo do século 20, o uso de cannabis (principalmente como haxixe) estava restrito às terras da Ásia Central adquiridas pela colonização Rússia. Em 1909, IS Levitov produziu um panfleto baseado em seus estudos naquela região, observando que os moradores usavam cannabis por seis séculos ou mais, e que os colonos e cossacos russos haviam adquirido o hábito dos moradores.
De 1926 a 1928, a União Soviética produziu algumas de suas primeiras regulamentações para prevenir a "narcomania", focada em cocaína e morfina, mas foi em 1934 que eles proibiram o cultivo não autorizado de cannabis e papoula do ópio. A proibição direta da semeadura ou cultivo ilegal de cânhamo indiano foi introduzida pelo artigo 225 do Código Penal RSFSR de 1960, enquanto o cânhamo continuou a ocupar um lugar significativo no volume total da produção agrícola. Embora a cannabis tenha sido usada há muito tempo na Ásia Central, só na década de 1960 que a questão recebeu atenção do governo soviético devido ao aumento da cobertura da imprensa sobre o uso de drogas.
Na Rússia moderna, de acordo com o Ministério de Assuntos Internos, 93% da maconha do país vem do Cazaquistão.

## Cultivo
Um relatório do USDA de 1914 observou:

O cânhamo é cultivado na maior parte da Rússia e é uma das principais culturas nas províncias de Orel, Kursk, Samara, Smolensk, Tula, Voronezh e Polônia. Dois tipos distintos, semelhantes ao cânhamo de fibra alta e o cânhamo oleaginoso curto da Manchúria, são cultivados, e sem dúvida alguma existem muitas variedades locais em distritos isolados onde há pouco intercâmbio de sementes. A cultura é cultivada de forma bastante grosseira, sem nenhuma tentativa de seleção ou melhoria de sementes, e as plantas são geralmente mais curtas e mais grossas do que o cânhamo cultivado em Kentucky. O cânhamo oleaginoso curto com caules finos, com cerca de 30 centímetros de altura, com cachos compactos de sementes e maturação em 60 a 90 dias, é de pouco valor para a produção de fibras, mas as plantas experimentais, cultivadas a partir de sementes importadas da Rússia, indicam que podem ser valiosas como uma cultura oleaginosa a ser colhida e debulhada da mesma maneira que o linho oleaginoso.

## Reformas
Em 2004, a política de drogas da Rússia foi liberalizada. Para várias drogas, a quantidade que os indivíduos poderiam possuir sem enfrentar acusações criminais foi revisada para cima. Em particular, o limite de posse de cannabis foi fixado em 20 gramas, de modo que menos do que esse valor seria apenas uma infração administrativa sem ameaça de prisão. Anteriormente, possuir até mesmo um único conjunto qualificado como ofensa criminal.
Em 2006, a Rússia mudou novamente os limites de posse de várias drogas, mas desta vez para diminuir as quantidades. Em relação à cannabis, a quantidade que desencadeou uma infração penal foi alterada de 20 gramas para 6 gramas. Menos de 6 gramas qualificado como uma infração administrativa punível com uma multa de 5.000 rublos ou 15 dias de detenção.